# Юный Другъ
«Юный Другъ» (укр. Юний друг) — ілюстрований російськомовний місячник для юнацтва, який видавало товариство російських емігрантів «Школьная Помощь» (укр. Шкільна допомога) в Ужгороді у 1929—1930 роках. Вийшло 9 номерів.
Часопис виходив російською мовою, причому від інших російських емігрантських журналів Ужгороду періоду 1920-1930-х років його відрізняла відсутність мовних помилок та українізмів. Сторінки журналу було проілюстровано численними фотографіями,  переважно фотопейзажами.
Головним редактором журналу був О. Бескид, відповідальним редактором був С. І. Медьєший, з 3-го номера — С. С. Медьєший.
У 1930—1932 роках товариство «Школьная помощь» зіткнулося з фінансовою скрутою та шукало можливості продовжити видання журналу.
Серед авторів журналу був літературознавець Альфред Бем.